# Grigorija beybienkoi
Grigorija beybienkoi är en insektsart som beskrevs av Leo L. Mishchenko 1976. Grigorija beybienkoi ingår i släktet Grigorija och familjen gräshoppor. Inga underarter finns listade i Catalogue of Life.